# ステーファノ・トゥラーティ
ステーファノ・トゥラーティ（Stefano Turati, 2001年9月5日 - ）は、イタリア・ミラノ出身のサッカー選手。ACモンツァ所属。ポジションはゴールキーパー。

## 経歴

### クラブ
2001年9月5日、イタリア・ロンバルディア州ミラノに生まれた。FCインテルナツィオナーレ・ミラノの下部組織に長く在籍したのち、FCパヴィーア1911SSD、ACレナーテを経て、2018年にUSサッスオーロ・カルチョの下部組織に入団した。
2019年12月1日に行われたセリエA第14節のアウェーでのユヴェントスFC戦、負傷しているGKアンドレア・コンシーリとジャンルカ・ペーゴロに代わって先発に名を連ね、18歳でトップチームにデビューした。ミドルシュートとPKにより2失点を喫したものの、クリスティアーノ・ロナウドやパウロ・ディバラらのシュートを防いで2-2の引き分けに持ち込み、試合後には23歳年上の相手GKジャンルイジ・ブッフォンなどから賞賛を受けた。また、この出場は2000年以降に生まれたゴールキーパーとして史上初となるセリエAへの出場であった。
2021年7月13日、セリエBのレッジーナ1914に1年間の期限付き移籍で加入した。
2022年7月4日、セリエBのフロジノーネ・カルチョに1年間の期限付き移籍で加入した。正ゴールキーパーとしてリーグ戦のうち20試合でクリーンシートを記録する活躍を見せ、リーグ優勝に貢献。2023年7月13日には、もう1シーズン期限付き移籍でフロジノーネでプレーをすることが発表された。
2024年8月23日、セリエAのACモンツァに1年間の期限付き移籍で加入した。

### 代表
2023年6月から7月にかけて行われたUEFA U-21欧州選手権2023にU-21イタリア代表の一員として参加。グループステージの全3試合はマルコ・カルネセッキがゴールマウスを守り、自身はベンチに控える中、チームはグループ3位となり決勝トーナメント進出には至らなかった。

## エピソード
- 少年時代に所属していたインテルのファンであることを公言しており、インテルがACFフィオレンティーナを下して優勝を果たした2023年5月24日のコッパ・イタリア決勝では、会場のスタディオ・オリンピコ・ディ・ローマのスタンドで上半身裸でインテルを応援する姿がメディアセットのカメラに撮影された[6]。

## タイトル
フロジノーネ
- セリエB：2022-23